# Spilosoma obscura
Spilosoma obscura là một loài bướm đêm thuộc phân họ Arctiinae, họ Erebidae.